# Ludwigstraße 12 (Mönchengladbach)

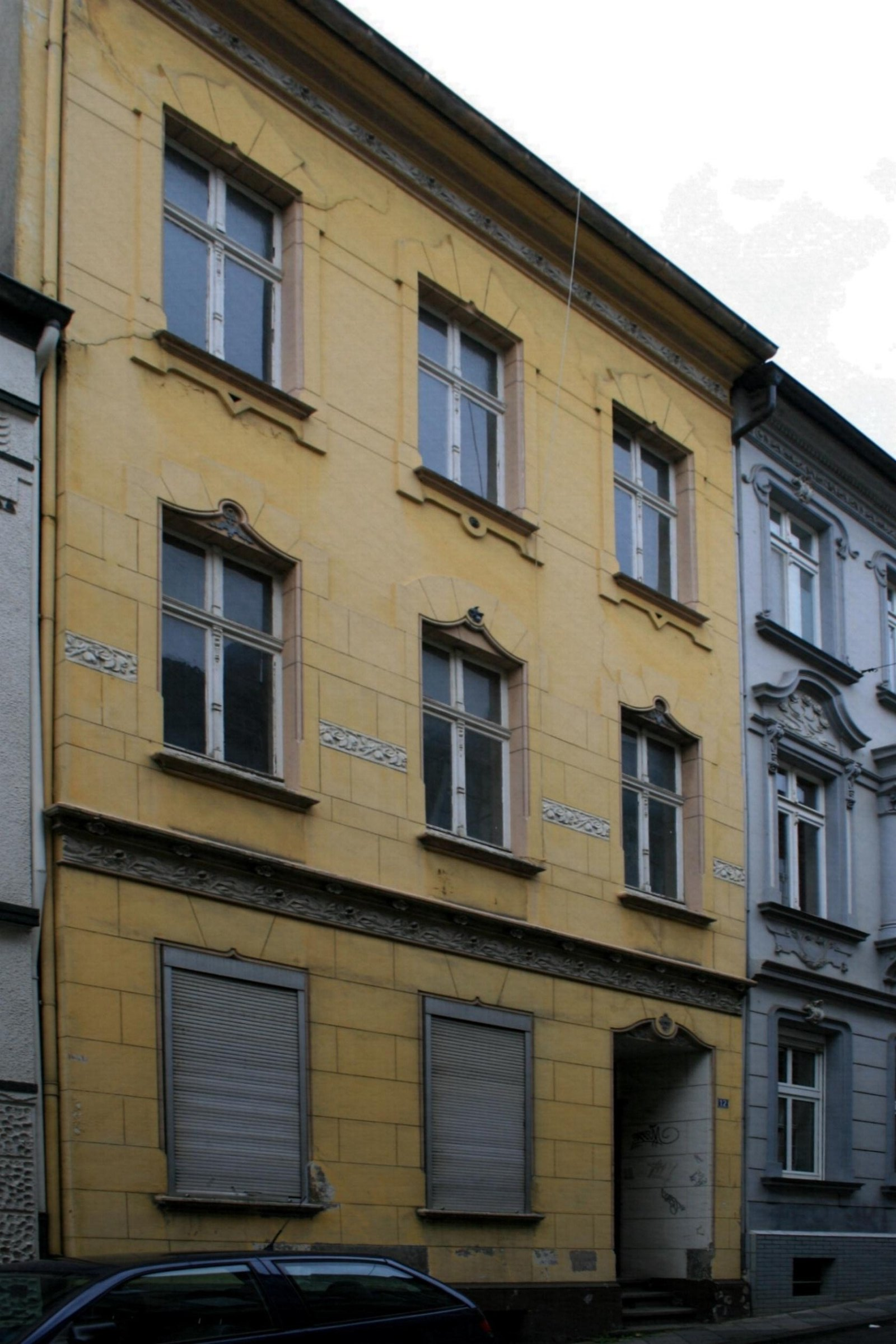
Wohnhaus (2010)

Das Wohnhaus Ludwigstraße 12 in Mönchengladbach (Nordrhein-Westfalen) im Stadtteil Gladbach wurde um die Jahrhundertwende des 19./20. Jahrhunderts erbaut und am 15. Dezember 1987 unter der Nr. L 023 in die Denkmalliste der Stadt Mönchengladbach eingetragen.

## Lage
Die Ludwigstraße liegt in der Nähe der westlichen historischen Stadtmauer. Das kurze Straßenstück ist beidseitig fast vollständig mit Historismusbauten erhalten geblieben.

## Architektur
Bei dem Objekt handelt es sich um ein dreigeschossiges Dreifensterhaus mit Satteldach. Die Stuckfassade ist schlicht gestaltet.